# Лескаускас, Ионас Стасевич
Ионас Стасевич Лескаускас латыш. Jonas Leskauskas; (24 июня 1906 года, Митава, Курляндская губерния — июнь 1974 год, Шяуляй, Литовская ССР) — бетонщик специализированного управления отделочных работ № 66 Шяуляйского стройтреста, Литовская ССР. Герой Социалистического Труда (1965).
Родился в 1906 году в Митаве, Курляндская губерния. После школы трудился строителем. С 1944 года участвовал в восстановлении разрушенного Шяуляя. С 1963 года — бетонщик специализированного управления отделочных работ № 66 Шяуляйского строительного треста.
Досрочно выполнил личные социалистические обязательства и плановые производственные задания Семилетки (1959—1965). 1 октября 1965 года Указом Президиума Верховного Совета СССР удостоен звания Героя Социалистического Труда «за выдающиеся заслуги в развитии промышленности, сельского хозяйства и науки Литовской ССР» с вручением ордена Ленина и золотой медали Серп и Молот.
После выхода на пенсию проживал в Шяуляе, где скончался в июне 1974 года.
Награды и звания
- Герой Социалистического Труда
- Орден Ленина
- Медаль «За трудовое отличие» (08.09.1947)
- Заслуженный строитель Литовской ССР.